# WWF SmackDown! 2: Know Your Role
WWF SmackDown! 2: Know Your Role, conhecido no Japão como Exciting Pro Wrestle 2 (エキサイティングプロレス2, Ekisaitingu Puro Resu 2), é um jogo de luta profissional desenvolvido pela Yuke's e lançado em novembro de 2000 no PlayStation pela THQ. É a continuação do WWF SmackDown!, e o segundo jogo da série SmackDown, baseado na promoção de wrestling profissional World Wrestling Federation (WWF, agora WWE).
Know Your Role alcançou sucesso comercial, tornando-se o jogo de esportes de combate mais vendido em um único formato (PlayStation) com 3,2 milhões de unidades vendidas. O jogo seria sucedido pelo WWF SmackDown! Just Bring It em novembro de 2001.

## Jogabilidade
The Season Mode (Modo Temporada) foi fortemente modificado neste jogo. Além de remover o modo de pré-temporada do original, Know Your Role deu mais histórias e mais partidas por programa. Essas mudanças receberam uma reação mista por fãs e críticos. Lutadores, movimentos de luta livre e arenas são desbloqueados à medida que o jogador progride ao longo de uma temporada. O Modo Temporada tem suporte para vários jogadores, com até quatro jogadores jogando ao mesmo tempo em uma Temporada. Lutadores como Shawn Michaels, Stone Cold Steve Austin, Billy Gunn, Mick Foley (incluindo Cactus Jack) e Debra Marshall são superestrelas desbloqueáveis.
Esta é a segunda aparição de Michael Cole como um superstar desbloqueável, o primeiro jogo sendo WWF No Mercy e WWF No Mercy sendo sua última aparição na série até WWE '12 como um superstar de DLC.
Big Show e Ken Shamrock foram removidos do jogo antes do lançamento; Big Show foi removido da programação da promoção e enviado para Ohio Valley Wrestling enquanto Shamrock deixou a WWF para retornar à competição de artes marciais mistas, mas ambos podem aparecer aleatoriamente durante uma luta Royal Rumble (que o jogador pode assumir o controle) e podem ser usados em outros modos via como desbloqueável, embora seus nomes tenham sido removidos.

## Criar modos
WWF SmackDown! 2: Know Your Role foi o primeiro jogo da série SmackDown que introduziu o avançado Create-A-Superstar, permitindo ao jogador criar um personagem com mais detalhes em vez de apenas escolher modelos predefinidos de mix-and-match como o jogo anterior. Um recurso exclusivo, o Create-A-Manager foi incluído, o que permite ao jogador atribuir gerentes como Paul Bearer e Tori a diferentes superstars. Além disso, mais recursos foram adicionados, como Create-A-Moveset, Create-A-Taunt e Create-A-Stable, que permitiam até 4 membros.

## Recepção
O jogo recebeu "aclamação universal" de acordo com o agregador de análises de videogames Metacritic. Daniel Erickson, do NextGen, disse: "Existem muitas opções e ótimas partidas multiplayer, mas o modo Story do Smackdown [sic] cai em sua bunda." No Japão, a Famitsu deu uma pontuação de 30 em 40.
O jogo recebeu um prêmio de vendas "Platinum" da Entertainment and Leisure Software Publishers Association (ELSPA), indicando vendas de pelo menos 300.000 unidades no Reino Unido.
O jogo foi indicado ao prêmio "Melhor Jogo de Esportes (Alternativo)" no GameSpot's Best and Worst of 2000 Awards, que foi para Tony Hawk's Pro Skater 2. Também foi vice-campeão dos prêmios "Melhor jogo de esportes radicais" e "Melhor jogo multijogador" no Official US PlayStation Magazine 2000 Editors' Awards, ambos para SSX e TimeSplitters. O jogo ganhou o prêmio de Ação no Readers' Choice no IGN's Best of 2000 Awards.

## Roster
| Lutadores         | Divas             | Desbloqueáveis                                                                |
| ----------------- | ----------------- | ----------------------------------------------------------------------------- |
| Albert            | Chyna             | Billy Gunn                                                                    |
| Al Snow           | Ivory             | Shawn Michaels                                                                |
| Big Bossman       | Jacqueline        | "Stone Cold" Steve Austin                                                     |
| Bradshaw          | Lita              | Mick Foley                                                                    |
| Bubba Ray Dudley  | The Kat           | Cactus Jack                                                                   |
| Bull Buchanan     | Tori              | Pat Patterson                                                                 |
| Crash Holly       | Trish Stratus     | Gerald Brisco                                                                 |
| Chris Benoit      | Stephanie McMahon | Debra                                                                         |
| Chris Jericho     |                   | Earl Hebner (Árbitro)                                                         |
| Christian         |                   | Joey Abs                                                                      |
| Dean Malenko      |                   | Pete Gas                                                                      |
| D'Lo Brown        |                   | Rodney                                                                        |
| D-Von Dudley      |                   | Michael Cole                                                                  |
| Edge              |                   | Big Show                                                                      |
| Eddie Guerrero    |                   | Ken Shamrock                                                                  |
| Essa Rios         |                   | Jeff Jarrett                                                                  |
| Faarooq           |                   | Goldust                                                                       |
| Sho Funaki        |                   | Ho - O Ho que sai com The Goodfather no SmackDown! one, é criável no modo CAW |
| Gangrel           |                   |                                                                               |
| The Goodfather    |                   |                                                                               |
| Grandmaster Sexay |                   |                                                                               |
| Hardcore Holly    |                   |                                                                               |
| Jeff Hardy        |                   |                                                                               |
| Kane              |                   |                                                                               |
| Kurt Angle        |                   |                                                                               |
| Mankind           |                   |                                                                               |
| Mark Henry        |                   |                                                                               |
| Matt Hardy        |                   |                                                                               |
| Paul Bearer       |                   |                                                                               |
| Perry Saturn      |                   |                                                                               |
| Rikishi           |                   |                                                                               |
| The Rock          |                   |                                                                               |
| Road Dogg         |                   |                                                                               |
| Scotty Too Hotty  |                   |                                                                               |
| Shane McMahon     |                   |                                                                               |
| Steve Blackman    |                   |                                                                               |
| Steven Richards   |                   |                                                                               |
| TAKA Michinoku    |                   |                                                                               |
| Tazz              |                   |                                                                               |
| Test              |                   |                                                                               |
| Triple H          |                   |                                                                               |
| The Undertaker    |                   |                                                                               |
| Val Venis         |                   |                                                                               |
| Viscera           |                   |                                                                               |
| X-Pac             |                   |                                                                               |

1. Ambos Big Show e Ken Shamrock foram originalmente criados e prontos para o jogo, mas devido a eventos que antecederam o lançamento do jogo, ambos ficaram indisponíveis para jogar. Ambos, no entanto, às vezes entram em uma partida real chamada "Unknown". Também é possível jogá-los por meio de um GameShark. Andre the Giant, Jerry Lawler, Bob Backlund e Sgt. Slaughter. Os lutadores estavam disponíveis no modo Create-A-Wrestler, mas suas cabeças tiveram que ser hackeadas com um dispositivo de trapaça como o Gameshark. Também foi possível criar o traje 2000+ de Kane no modo Create-A-Wrestler, pois foi incluído como uma parte superior e inferior desbloqueável da roupa.
2. Jeff Jarrett e Goldust estavam originalmente prontos para a primeira parte do jogo, no entanto, ambos deixaram a WWF pela WCW antes de ser lançado. No entanto, em 'WWF SmackDown! 2: Know Your Role', depois de desbloquear todos os itens Create-A-Wrestler, você pode construir Jeff Jarrett e Goldust na íntegra usando o modo Create-A-Wrestler. Jeff Jarrett tem sua música tema no jogo, já que Debra usou o tema depois que ele partiu para a WCW, bem como seu movimento definido em "Unknown G".
3. Ambos Earl Hebner e Ho apareceram no SmackDown! 1, em Smackdown! 2: Know Your Role', você pode criar ambos no modo Create-A-Wrestler.